# Ṭūkh
Ṭūkh es un distrito de la gobernación de Caliubia, Egipto. En julio de 2017 tenía una población estimada de 593 694 habitantes.
Se encuentra ubicado al nordeste del delta del Nilo, en la ribera oriental del ramal de Damietta.